# Turka (gmina w województwie lwowskim)
Turka – dawna gmina wiejska istniejąca w latach 1934–1939  w woj. lwowskim (dzisiejsze woj. podkarpackie/obwód lwowski). Siedzibą gminy było  miasto Turka, które stanowiło osobną gminę miejską.
Gmina zbiorowa Turka została utworzona 1 sierpnia 1934 roku w powiecie turczańskim w woj. lwowskim z dotychczasowych jednostkowych gmin wiejskich: Ilnik, Jabłonka Niżna, Jabłonka Wyżna, Jawora, Łosiniec, Mielnicze, Przysłup, Radycz, Szumiacz, Wołcze.
W latach 40. wójtem gminy był Jan Martycz Jaworski.
Po wojnie obszar gminy Turka został odłączony od Polski i włączony do Ukraińskiej SRR.